# Багряжка
Багряжка — река в России, протекает по Заинскому району Татарстана. Устье реки находится в 5 км от устья реки Лесной Зай по правому берегу. Длина реки составляет 20 км, площадь водосборного бассейна — 136 км².

## Данные водного реестра
По данным государственного водного реестра России относится к Камскому бассейновому округу, водохозяйственный участок реки — Кама от Нижнекамского гидроузла и до устья, без реки Вятка, речной подбассейн реки — бассейны притоков Камы до впадения Белой. Речной бассейн реки — Кама.